# 범어사 대웅전 신중도
부산 범어사 대웅전 제석신중도(釜山 梵魚寺 大雄殿 帝釋神衆圖)는 부산광역시 금정구 청룡동, 범어사에 있는 신중도이다. 2006년 11월 25일 부산광역시의 유형문화재 제69호로 지정되었다.

## 개요
대웅전 내부 우측 벽에 걸려 있는 이 작품은 좌측 벽의 삼장보살도와 같은 시기인 1882년에 동일 화사그룹에 의해 그려진 것이다. 따라서 전반적인 화면 구성이나 색조는 삼장보살도와 크게 다르지 않다.
상단부에 3목8비(三目八臂)의 마혜수라천왕과 좌우 일천자(日天子, 향우), 월천자(月天子, 향좌)를 중심으로 왼쪽엥 대범천과 동진보살, 오른쪽에 제석천왕 등 3위 천부를 배치했다. 그 주위로 천동천녀가 묘사되어 있고, 천룡부와 병왕부의 신장들로 구성된 하단부 중앙에 각종 악기를 연주하는 10위의 주악 천녀를, 좌우측에 신장상을 배치하였는데, 많은 인물들을 좁은 화면에 배열하다보니 4단으로 열을 지어 표현함으로써 구도가 형식화되었다.
본 작품은 조선후기 신중도 가운데 마혜수라천왕을 중심으로 범천과 제석천이 그려진 경우로 그 사례가 드문 작품으로 보존상태가 양호하며, 특히 화면에 수많은 권속들이 등장하여 조선후기 신중도 연구에 자료적 가치가 있는 문화재로 판단된다.

## 참고 자료
- 부산 범어사 대웅전 제석신중도 - 국가유산청 국가유산포털